# Pink Tape
Pink Tape – drugi album studyjny południowokoreańskiej grupy f(x), wydany 29 lipca 2013 roku przez wytwórnię SM Entertainment. Był promowany przez singel Rum Pum Pum Pum. Osiągnął 1 pozycję na listach przebojów w Korei Południowej.
Album Pink Tape sprzedał się w nakładzie 102 434 egzemplarzy (stan na marzec 2016).

## Lista utworów
| Nr  | Tytuł                                                                     | Słowa                                                                    | Muzyka                                                                        | Czas |
| --- | ------------------------------------------------------------------------- | ------------------------------------------------------------------------ | ----------------------------------------------------------------------------- | ---- |
| 1.  | "Cheot Sarangni (Rum Pum Pum Pum)" (kor. 첫 사랑니 (Rum Pum Pum Pum))     | Jun Gan-di                                                               | Erik Lewander, Iggy Strange Dahl, Ylva Anna Birgitta Dimberg, Anne Judith Wik | 3:18 |
| 2.  | "Mihaeng (Geurimja Shadow)" (kor. 미행 (그림자 Shadow))                   | Jun Gan-di                                                               | Sophie Michelle Ellis-Bextor, Cathy Dennis, Rob Fusari                        | 3:30 |
| 3.  | "Pretty Girl"                                                             | Hyuk Shin, Deanfluenza, DK, 2xxx!, John Major, Chel Hill, Jasmine Kearse | Hyuk Shin, 2xxx!, John Major                                                  | 3:06 |
| 4.  | "Kick"                                                                    | Kim Bo-min                                                               | Hitchhiker                                                                    | 3:38 |
| 5.  | "Signal" (kor. 시그널 (Signal) Sigeuneol)                                 | Kenzie                                                                   | Kenzie                                                                        | 3:21 |
| 6.  | "Step"                                                                    | Jo Yun-gyeong                                                            | Artisans Music (Fingazz, Glen Choi), Aria Crescendo                           | 3:36 |
| 7.  | "Goodbye Summer" (f(Amber+Luna+Krystal) (feat. D.O. of EXO-K))            | Amber Liu, Kim Young-hu                                                  | Amber Liu, Gen Neo (z NoizeBank)                                              | 3:11 |
| 8.  | "Airplane"                                                                | Misfit                                                                   | Martin Mulholland, Julia Fabrin, Tim Mcewan                                   | 3:34 |
| 9.  | "Toy"                                                                     | Seo Ji-eum                                                               | Herbert St. Clair Crichlow, Anne Judith Wik, Erik Lidbom                      | 3:12 |
| 10. | "Yeou Gat-eun Nae Chingu (No More)" (Hangul: 여우 같은 내 친구 (No More)) | Dana                                                                     | Alex Cantrall, Jeff Hoeppner, Dwight Watson                                   | 3:36 |
| 11. | "Snapshot"                                                                | Misfit                                                                   | Vincent Stein, Konstantin Scherer, Michelle Leonard                           | 2:50 |
| 12. | "Ending Page"                                                             | Hong Ji-yoo                                                              | Artisans Music (Fingazz, Glen Choi), Brodie Stewart                           | 3:58 |

## Notowania
| Lista                          | Pozycja |
| ------------------------------ | ------- |
| Gaon Weekly Albums Chart       | 1       |
| Gaon Monthly Albums Chart      | 4       |
| Gaon Yearly Albums Chart       | 28      |
| Oricon Weekly Albums Chart     | 30      |
| World Albums Chart (Billboard) | 1       |